# ژان دیوید بوگل
ژان دیوید بوگل (انگلیسی: Jean-David Beauguel؛ زادهٔ ۲۱ مارس ۱۹۹۲) بازیکن فوتبال اهل فرانسه است.
از باشگاه‌هایی که در آن بازی کرده‌است می‌توان به باشگاه فوتبال فاستاو زلین، باشگاه فوتبال والویک، باشگاه فوتبال ویکتوریا پلزن، باشگاه فوتبال اسپرانس تونس، باشگاه فوتبال تولوز، و باشگاه فوتبال دوکلا پراگ اشاره کرد.